# Tomaspis sepulchralis
Tomaspis sepulchralis är en insektsart som beskrevs av Carl Stål 1864. Tomaspis sepulchralis ingår i släktet Tomaspis och familjen spottstritar. Inga underarter finns listade i Catalogue of Life.